# Nitrometan
Nitrometan – organiczny związek chemiczny posiadający grupę nitrową, używany jako składnik paliw modelarskich, lotniczych i rakietowych paliw silnikowych. Jego obecność w benzynie powoduje wzrost mocy silnika w porównaniu ze stosowaniem zwykłej benzyny.
Nitrometan jest szczególnie popularny w mieszankach paliwowych dla modelarzy. Paliwa te zawierają od 1 do 40% nitrometanu, metanol oraz mieszankę olejów smarujących.

## Otrzymywanie
Nitrometan można otrzymać m.in. w reakcji bromku lub jodku metylu z azotynem srebra (metoda Meyera stosowana do otrzymywania nitroparafin oraz nitroolefin typu allilowego) w niepolarnych mediach (eter dietylowy, pentan, heksan). W niskich temperaturach głównym produktem jest nitrometan. Wzrost temperatury stymuluje powstawanie azotynu alkilowego:
2CH
3X + 2AgNO
2 → CH
3NO
2 + CH
3ONO + 2AgX↓
Inną możliwością jest wykorzystanie metody Cornbluma będącej modyfikacją procesu opisanego wyżej. W reakcji tej w roli generatora jonów azotynowych stosuje się azotyn sodu. Reakcja w odróżnieniu od procesu Meyera biegnie w układzie homogenicznym i silnie polarnych rozpuszczalnikach (DMSO, DMF). Chociaż wydajność procesu jest niższa, to znacznie niższy koszt azotynu sodu kompensuje tę niedogodność.
Kolejną metodą otrzymywania jest reakcja kwasu chlorooctowego z azotynem sodowym w środowisku zobojętnionym NaOH wobec fenoloftaleiny. Podczas destylacji otrzymuje się mieszaninę wody i nitrometanu, który oddziela się i ponownie destyluje.
ClCH
2COOH + NaNO
2 + NaOH → CH
3NO
2 + NaCl + NaHCO
3